# Emeraude Kouka
Pour les articles homonymes, voir Kouka.
Émeraude Kouka est un écrivain, critique d'art et administrateur culturel, né le 27 novembre 1993 à Brazzaville en République du Congo.

## Biographie

### Carrière dans les domaines artistique et littéraire
Émeraude Kouka est lauréat du Prix des Ateliers Sahm en critique d'art, qu’il a reçu en 2017, à l’occasion de la 6e édition de la Rencontre Internationale de l’Art Contemporain.
En 2022, il est le deuxième lauréat du Prix NO'OCULTURES de la critique d'art en Afrique, décerné par l'Association nord-ouest Cultures et l'Agence Panafricaine de l'Ingénierie Culturelle.
Il défend « l'idée de l'irréductibilité à l'hérédité raciale du tempérament de l’écrivain ». Il aborde les thèmes de la mélancolie, l’inanité de la vie, l'érotisme et la politique.
En 2016, Il évoque, dans son recueil de poèmes Hérésiarque toute la lyre, les combats qui ont secoué le département du Pool.
Critique d'art, il collabore avec des personnalités du monde artistique. Il est notamment membre du comité artistique du Festival Kokutan'art, la Rencontre Internationale de la Photographie d'Auteur de Brazzaville.

### Autres activités
Après des études de droit à l'Université Marien-Ngouabi, il travaille en tant qu'assistant de communication pour l'Institut français du Congo. Il devient attaché au département de la culture, des arts et du tourisme de la Présidence de la République du Congo, avant d'être nommé conseiller aux arts et aux lettres de Lydie Pongault, ministre de l'Industrie culturelle, touristique, artistique et des loisirs.

## Publications
- 2019 : Hérésiarque toute la lyre, Le Lys Bleu, 72  p.   (ISBN 979-1037704566)
- 2021 : À biste de nas, éditions Kemet, 56 p.  (ISBN 978-2493053053)